# Blackle
Blackle je Google search engine - vyhledávač fungující na bázi Google Custom Search, vytvořený skupinou Blackles Media EU / Rehap Media Australia.

## Princip
Princip fungování Blackle je založen na skutečnosti, že zobrazení různých barev na pozadí obrazovky CRT monitoru spotřebovává různé množství energie.
Tvůrci Blackle uvádějí, že myšlenka stojící za vznikem vyhledávače na černém pozadí přišla záhy po zveřejnění blogu, který uvádí přibližný výpočet roční úspory energie černého Google na 750 megawatthodin ročně.

## Funkce
Vzhledem k mladosti vzniku Blackle.cz a ostatních národních blackles, vyhledávání na stránce Blackle.cz postrádá některé pokročilé funkce google, jako například 'archiv'. Donedávna postrádal i funkci 'podobné stránky'. V současné době je postrádáno i nastavení iGoogle - na jeho vylepšený ekvivalent 'iBlackle' si budeme muset ještě chvíli počkat.
Blackle vyhledává prostřednictvím Google Custom Search, které umožňuje přizpůsobené vyhledávání. Blackle.cz vrací výsledky obdobné jako na google.cz.

## Kritika
Tvůrci Blackle jsou kritizováni za neposkytnutí informací, které by pomohli uživatelům dozvědět se, kolik energie mohou ušetřit s jejich konkrétním monitorem, konkrétního typu, výrobce, technických parametrů. Na základě nezávislých testů byla prokázána úspora energie u CRT monitorů, avšak nižší než jakou odhadují autoři Blackle. U LCD displejů se vedou spory o tom, zda u nich vůbec k nějaké úspoře dochází.

## Shrnutí
Používání Blackle se ve světě stává spíše filozofickým vyjádřením ekologických postojů jeho uživatelů. Je tedy propagován mnohem více intelektuály, humanisty a ekology, než čistými techniky. O úspoře energie lze jednoznačně hovořit pouze u CRT monitorů.